# Université catholique de l'Afrique de l'Ouest
 (octobre 2024).
L’université catholique de l'Afrique de l'Ouest (UCAO), créée en février 2000 à l’initiative des évêques de la Conférence épiscopale régionale de l'Afrique de l'Ouest (CERAO), est un ensemble de huit unités universitaires implantées dans sept pays de la sous-région ouest-africaine. Le rectorat central est situé à Ouagadougou (Burkina Faso). L’unité universitaire d'Abidjan (UUA), anciennement dénommée « Institut catholique de l'Afrique de l'Ouest » (ICAO), a constitué le noyau embryonnaire de l'université catholique de l’Afrique de l’Ouest.

## Historique
En février 2000, à Conakry, en République de Guinée, les évêques de la Conférence épiscopale régionale de l'Afrique de l'Ouest (CERAO), lors de leur assemblée plénière, ont pris la décision de créer l’université catholique de l’Afrique de l’Ouest. Ils rendaient ainsi effectif un projet de longue date. Cette université catholique de l’Afrique de l’Ouest est un ensemble d'unités universitaires existant déjà ou en instance d’implantation dans la sous-région.
Si les évêques de la CERAO ont décidé de créer une université catholique en réseau d’unités universitaires, c’est pour répondre aux besoins en éducation et en instruction supérieure de qualité de la sous-région. En effet, l’Église catholique possède une longue expérience confirmée dans l’enseignement primaire et secondaire de qualité dans laquelle elle a été pionnière et demeure le fer de lance. Aussi, pour absorber la demande en enseignement supérieur, une université de qualité s’impose-t-elle, en complémentarité avec les efforts des gouvernements de la sous-région. 
Les pays de la CERAO regroupent une population d’environ 72 millions d’habitants dont les moins de trente ans constituent près de 65 %.
L’UCAO voudrait contribuer et stimuler à l’intégration sous-régionale par son caractère d’unité universitaire inter-ecclésiale et transnationale par la formation de cadres de haut niveau dans les pays de la CERAO avec un accent particulier sur une initiation à une conduite de la vie et des activités puisant l’inspiration dans l’Évangile et dans la doctrine de l’Église catholique. 

## Campus
- Unité universitaire à Abidjan (UUA) (sciences économiques, philosophie, droit, communication et théologie)
- Unité universitaire à Cotonou (UUC) (agronomie et électronique)
- Unité universitaire à Bobo-Dioulasso (UUB) (agroalimentaire)
- Unité universitaire à Yamoussoukro (UUY) (sciences de la santé)
- Unité universitaire à Conakry (UUCo) (sciences politiques et sciences fondamentales)
- Unité universitaire à Bamako (UUBa) (sciences de l’éducation)
- Unité universitaire à Ziguinchor (UUZ) (économie et gestion)
- Unité universitaire au Togo (UUT) (sciences technologiques)[2]